# Palliennische

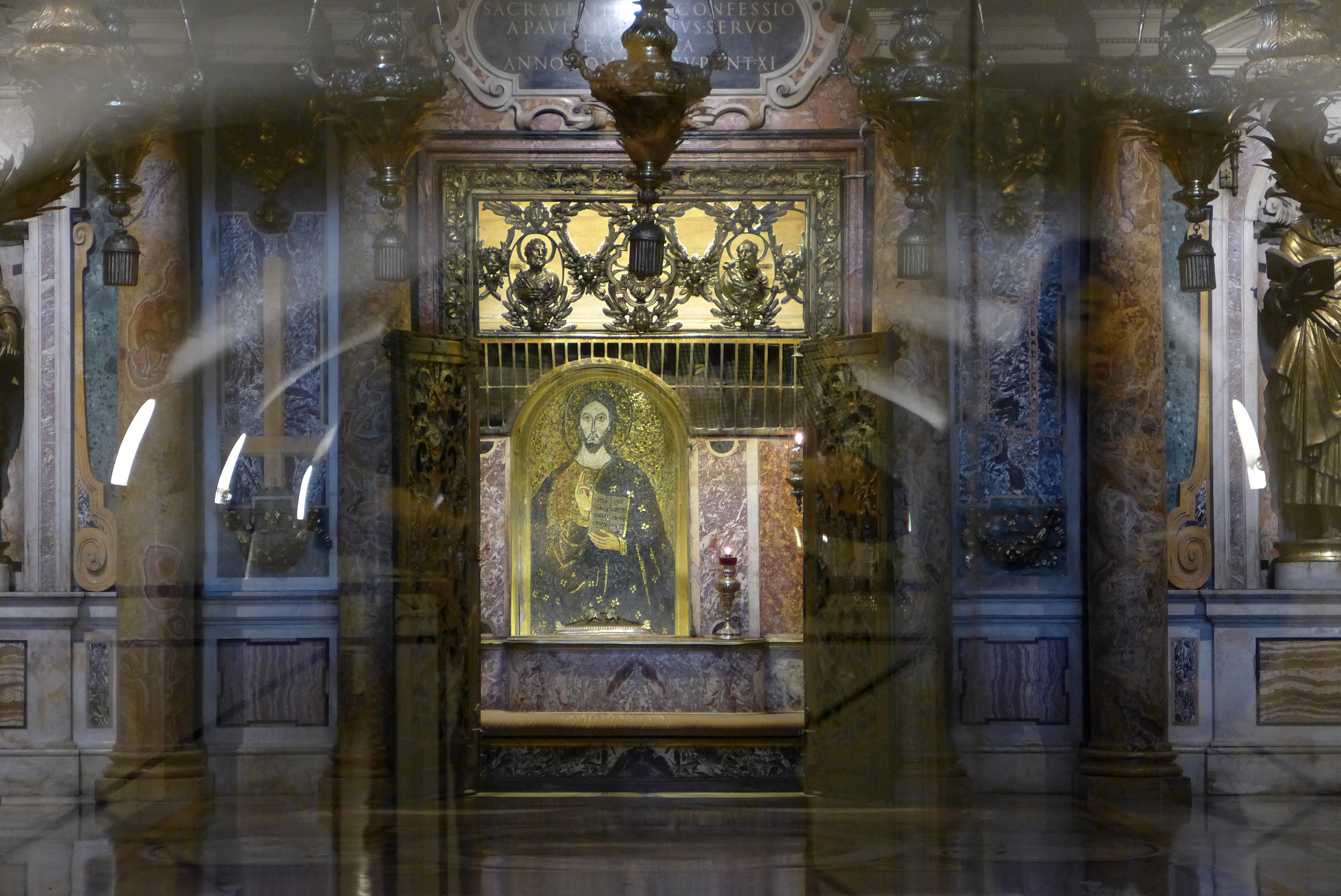
Grabmal mit Christusmosaik und Palliennische unterhalb des Papstaltares im Petersdom

Die Palliennische ist eine Nische in der Confessio des Petersdomes.
Die Nische mit gerundeter Rückwand wurde um das Jahr 160 n. Chr. zusammen mit einem Monumentalgrab in einer rot verputzten Mauer angelegt, die sich über dem Grab des Apostels Petrus befindet und unterhalb des heutigen Papstaltars mittig unter der Domkuppel liegt. Dieses Grabmal war der Bezugspunkt für den Bau von Alt St. Peter im frühen 4. Jahrhundert. Die Rückwand der Palliennische wird von einem byzantinischen Christusmosaik aus dem 8. Jahrhundert geschmückt. In ihr steht ein vergoldeter Schrein, in dem die Pallien, die Amtsabzeichen der lateinischen Metropoliten, aufbewahrt werden. Jedes Jahr am Hochfest Peter und Paul, dem 29. Juni, entnimmt der Papst die im Schrein liegenden Pallien und verleiht sie den im Laufe des letzten Jahres neu ernannten Metropoliten in einer dafür vorgesehenen Zeremonie.
Die konstantinische erste Petersbasilika wurde ab dem Jahr 324 nicht axial auf die gerundete Nische des ursprünglichen Grabmals ausgerichtet, sondern leicht versetzt nach rechts. Rechts der Nische ist in der Ansicht ein zusätzlicher, vertikaler Marmorstreifen erkennbar, der der Nische zwei ungleich breite Seiten gibt. Hinter dem Marmorstreifen ganz rechts wurde bei den Ausgrabungen der Vatikanischen Nekropole in den 1940er bis 1960er Jahren die sogenannte Graffitimauer aus dem 3. Jahrhundert entdeckt – so benannt nach den darauf befindlichen griechischen Graffiti aus dem 3. und frühen 4. Jahrhundert – in der sich ein Marmorfach mit Gebeinen fand. Das ursprüngliche Grabmal mit der Nische wurde nach 324 zusammen mit dieser rechts daneben befindlichen Graffitimauer durch die Memoria Kaiser Konstantins eingehaust und die Mitte dieses Memoria-Denkmals war maßgeblich für die Mittelachse der Petersbasilika, die auch beim Neubau von St. Peter im 16. Jahrhundert beibehalten wurde. Nachdem unter Papst Gregor dem Großen der Boden des Presbyteriums angehoben wurde, um die Decke der hohen Memoria Konstantins als Altar nutzen zu können, wurde die halbrunde Nische im unteren Bereich wieder freigelegt.
Die Tatsache, dass man offenkundig wegen der Gebeine in der Graffitiwand die Asymmetrie in der Hauptachse von St. Peter in Kauf genommen hat, lässt die Bedeutung erkennen, die ihnen von den Erbauern der Basilika beigemessen wurden. Während die Graffitiwand mit den Gebeinen vom 4. Jahrhundert bis zu den Ausgrabungen im 20. Jahrhundert hinter Vermauerungen verborgen blieb und die Erinnerung daran verloschen war, machte die Asymmetrie der Nische seit jeher die Besonderheit der Situation erkennbar. Aufgrund der archäologischen Grabungsergebnisse und der petrografischen wie osteologischen Gutachten wurden die in der Graffitiwand gefundenen Gebeine durch Papst Paul VI. als diejenigen des Apostels Petrus anerkannt und am 27. Juni 1968 erneut in dem Marmorfach bestattet.
Hinter, unter und über der Palliennische haben sich bei den Ausgrabungen Reste aller Bauphasen wiedergefunden: die eines Erdgrabes aus dem 1. Jahrhundert, des Grabmals mit der halbrunden Nische aus dem 2. Jahrhundert, die Graffitimauer des 3. Jahrhunderts mit dem Ossuarium, die konstantinische Memoria des 4. Jahrhunderts, der Altar Gregors des Großen aus dem 6. Jahrhundert sowie der Altar Papst Calixts II. des 12. Jahrhunderts. Der heutige Papstaltar wurde im 16. Jahrhundert unter Klemens VIII. auf deutlich höherem Niveau über der Palliennische errichtet.